# 敷津松之宮西成旅所
敷津松之宮西成旅所（しきつまつのみやにしなりたびしょ）は、大阪市西成区にある神社である。敷津松之宮西成社、敷津松之宮御旅所とも言い、浪速区の敷津松之宮の境外末社。

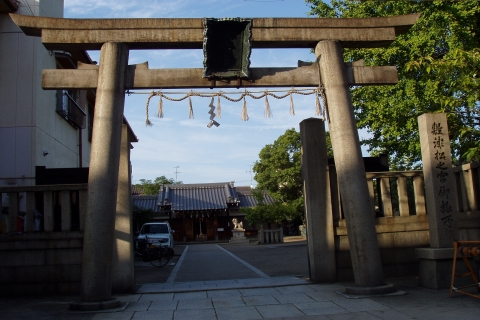
当社鳥居から撮影。

## 交通機関
- Osaka Metro四つ橋線花園町駅
- 南海汐見橋線西天下茶屋駅